# Combat folk (movimento)
Il combat folk è il nome con cui viene identificato un fenomeno musicale, tipicamente italiano, proprio della scena folk rock fin dai primi anni novanta.

## Origine del termine e caratteristiche
L'origine del termine combat folk risale al demotape omonimo dei Modena City Ramblers, disco autoprodotto del 1993 ispirato dall'album Combat Rock degli inglesi Clash .
La corrente fa riferimento all'approccio musicale/sociale tipico del folk degli anni sessanta, perseguendo spesso il filone sonoro del celtic rock, del folk punk irlandese degli anni ottanta (Pogues) e in generale di tutto il folk rock e i suoi numerosi sottogeneri.
Iniziato dai Modena City Ramblers e in seguito diffuso in tutta la penisola, il movimento è diventato popolare per le rivisitazioni di brani della cultura popolare italiana, nonché per l'utilizzo di strumenti tipici dei suonatori di giga e reel irlandesi (com'è in buona parte della tradizione folk rock) e per la trattazione di tematiche sociali e politiche (argomenti spesso rigettati dalle case discografiche) con esplicite prese di posizione da parte degli esecutori (non a caso, tra i brani più popolari degli artisti di questo genere vi sono i canti antifascisti Bella ciao e Fischia il vento).

## Diffusione del termine
(Massimo "Ice" Ghiacci, membro dei Modena City Ramblers)
In più occasioni i Ramblers hanno definito combat folk la propria produzione; il termine divenne il titolo di un libro edito da Giunti nel 1999 e a loro dedicato.
Ciò ha spinto alcuni giornalisti ad utilizzare la locuzione per descrivere la musica del gruppo. Nel 2000 Il mucchio selvaggio pubblicò con il titolo Combat Folk una raccolta di brani di artisti emergenti mentre l'etichetta discografica il manifesto cd comincia a catalogare diversi dischi usando l'etichetta combat folk.

## Artisti
Gli artisti che si autodefiniscono combat folk o vengono comunque ricondotti a tale corrente sono:
- Arbe Garbe
- Bandabardò[6]
- Briganti dell'Appia
- Casa del vento[7]
- E'zezi[8]
- Enrico Capuano[9]
- Fiamma Fumana
- Folkabbestia[10]

- Khorakhanè[11]
- Legittimo Brigantaggio[12]
- Les Anarchistes[13]
- Lou Dalfin[14]
- Marta sui Tubi
- Mau Mau[14][15]
- Modena City Ramblers[16]
- Musicanova

- Rein[17]
- Riserva Moac
- Ratti della Sabina[18]
- Sine Frontera[19]
- Stefano Cisco Bellotti[20]
- The Gang[21]
- Trenincorsa[22]
- Yo Yo Mundi[23]